# Chronobiologie des migraines
 (décembre 2021).
La chronobiologie des migraines consiste en l'étude de la variation des migraines selon le temps. La nature oscillante des migraines s’observe à plusieurs échelles et suggère qu’elle suit des rythmes circadiens, hebdomadaires, menstruels et saisonniers. 

## Distribution circadienne

Crise migraineuse chez une femme.

Il existe une variation circadienne dans la fréquence des crises de migraine et ces dernières sont déclenchées avec un pic en matinée(entre 6 h et 12 h).

### Influence de la mélatonine plasmatique
Il a été suggéré que la mélatonine plasmatique, une hormone qui est impliquée dans la rythmicité endogène du cycle  éveil-sommeil, pourrait être un marqueur biochimique fiable dans la détection des migraines. La population souffrant de migraine a montré une diminution significative des niveaux de mélatonine plasmatique, comparée à celle d’un groupe témoin. Ceci a été d’ailleurs confirmé par une étude effectuée sur une petite série de patients migraineux, chez qui la mélatonine administrée a été efficace dans la réduction des crises de migraines.

### Influence du cortisol plasmatique
Le stress représente le facteur le plus important à l’origine de migraines démontrant qu’une autre hormone pourrait être impliquée dans l’oscillation circadienne des crises de migraine : le cortisol plasmatique.  En général, les niveaux de cortisol atteignent leur pic tôt le matin, juste avant le réveil, et chutent au courant de la journée. Certains patients migraineux présentent des niveaux de cortisol élevés qui ne respectent pas la norme. Cependant, l’augmentation de cortisol plasmatique pourrait être le résultat de la douleur des migraines elles-mêmes ou de la présence d'un certain type d’état psychologique ou émotionnel et non pas directement la cause de la migraine. 
Les résultats retrouvés dans la littérature mentionnent à la fois des niveaux de cortisol élevés et normaux à faible dans certains cas, durant des épisodes de migraines. Néanmoins, les raisons expliquant ces différences sont encore méconnues. De plus, il s’avère que peu importe la matrice biologique utilisée, les résultats restent les mêmes.  Ainsi, l’association entre les taux de cortisol plasmatiques et les migraines est encore mal connue et même plutôt controversée.
Bien que des études montrent que les crises de migraine suivent un modèle cyclique monophasique de 24 heures avec un pic tôt le matin, d'autres études rapportent un pic à d’autres moments de la journée ou encore un modèle cyclique biphasique de 24 heures avec deux pics. Toutefois, cela pourrait s'expliquer par des différences méthodologiques telles que les différences d'âge et le type d'étude.

## Distribution hebdomadaire
Les crises de migraines ont une distribution hebdomadaire et leur fréquence augmente vers la fin de la semaine. En effet, le samedi est associé à un nombre significativement plus élevé de crises que les autres jours de la semaine. Toutefois, il est peu probable qu’un rythme infradien endogène soit responsable du schéma de distribution de ces migraines. En revanche, les facteurs environnementaux sont une explication plus plausible puisque le passage de la semaine au week-end s'accompagne souvent de changements dans le mode de vie. 
L'explication généralement proposée pour les migraines qui apparaissent à cette période est le changement du niveau de stress, voire la disparition soudaine du stress pendant la fin de semaine. De plus, seuls les patients ayant un emploi, et non les chômeurs, possèdent ce schéma de distribution hebdomadaire. Ces résultats indiquent donc que le travail et le stress lié au travail influencent grandement le schéma hebdomadaire de la migraine. 
La modification du rythme du sommeil a également été soulignée, puisqu’il a été suggéré que le sujet dort trop longtemps, ou plus longtemps que d'habitude pendant la fin de semaine. Néanmoins, le fait de faire la grasse matinée la fin de semaine ne semble pas à lui seul être un facteur suffisant pour induire un risque. 
Quelques études ne démontrent pas une augmentation significative de la fréquence de ces crises le week-end et suggèrent plutôt qu’elles sont distribuées de manière égale tout au long de la semaine. 

## Distribution selon le cycle menstruel
La migraine est fréquemment associée au cycle menstruel chez les femmes et on appelle ce phénomène migraine menstruelle. Les crises de migraines menstruelles ont tendance à être plus longues et s’accompagnent de nausées plus sévères que les crises en dehors du cycle menstruel. Selon la Classification internationale des céphalées, la migraine menstruelle est souvent sans aura, où aura représente tous changements sensoriels qui se produisent avant une migraine. Elle est subdivisée en migraines liées aux menstruations (MRM ou « menstrually related migraine ») et en migraines menstruelles pures (PMM ou « pure menstrual migraine »). Par convention, le premier jour du flux menstruel est appelé jour (+1) ce qui veut dire qu’il n'y a pas de jour zéro (0). La PMM survient exclusivement entre les jours -2 et +3 du cycle menstruel dans au moins 2/3 cycles. D'autre part, la MRM peut se produire non seulement entre les jours -2 et +3, mais également à d'autres moments du cycle menstruel. Enfin, Sommerville et al., (1972) proposent que l’élément déclencheur des crises de migraine menstruel soit la réduction soudaine du niveau d’œstrogène en circulation à la suite de plusieurs jours d’exposition à des niveaux élevés. Dans un cycle menstruel normal, ce retrait se produit à la fin de la phase lutéale. Pour appuyer cela, il a été démontré que la migraine pouvait être retardée grâce au maintien d'un niveau plasmatique d’œstradiol élevé via une injection intramusculaire du composé à action prolongé, le valérate d'œstradiol. Ce retardement migraineux n’a pas été observé avec l’administration d'œstradiol à action courte, confirmant ainsi qu’une exposition prolongée à l’œstrogène permet de retarder l'apparition de cette migraine. Sachant cela, il ne faut tout de même pas exclure le fait que d’autres changements hormonaux et biochimiques à cette période du cycle pourraient également jouer un rôle important.

## Distribution circannuelle ou saisonnière
Des études norvégiennes suggèrent qu'il existe une périodicité circannuelle ou saisonnière des crises de migraine lorsque les recherches sont menées dans une même région, avec un même climat et les mêmes réglages de l'horloge endogène. En effet, il est difficile de déterminer si une période de l'année à un effet plus négatif qu'une autre pour les patients migraineux puisque les études sont menées à différents endroits dans le monde avec des cycles jour/nuit distincts. Durant la période du 1er juillet 1996 au 30 juin 1998, un plus grand nombre de migraines a été rapporté pendant la saison estivale arctique lumineuse dans le nord de la Norvège. Ce phénomène a notamment été observé chez les femmes avec migraine avec aura (MA), mais pas chez celles avec migraine sans aura (MO). Cela serait dû au fait que chez les femmes avec MA, il y aurait une grande prépondérance de crises de migraines liées à l’insomnie pendant la saison claire ce qui pourrait potentiellement indiquer des différences dans la régulation circadienne pour MA et MO. Malgré tout, la variation saisonnière des crises de migraine n’est pas encore très bien comprise. Approfondir l'analyse des variations de migraines chez des sujets vivant au même endroit et ayant les mêmes habitudes de vie (cycle de sommeil, temps d’exposition au soleil, etc.) pourrait mettre de côté les éléments limitant la recherche.